# Niedomówienie
Niedomówienie, zdanie urwane, inaczej aposiopesis (gr. ἀποσιώπησις aposiṓpēsis) – figura retoryczna polegająca na przerwaniu wypowiedzi i porzuceniu jej wątku motywowanym wzruszeniem, odrazą, wstydliwością, przy czym niedopowiedziany element jest łatwo domyślny z kontekstu wypowiedzi. Może być tzw. przemilczeniem postulującym, czyli wymagającym, żądającym uzupełnienia.